# Vaupillon
Vaupillon ist eine französische Gemeinde mit 461 Einwohnern (Stand: 1. Januar 2022) im Département Eure-et-Loir in der Region Centre-Val de Loire; sie gehört zum Arrondissement Nogent-le-Rotrou und zum Kanton Nogent-le-Rotrou.

## Geographie
Vaupillon liegt etwa 45 Kilometer westnordwestlich von Chartres. Umgeben wird Vaupillon von den Nachbargemeinden Meaucé im Norden, La Loupe im Nordosten, Saint-Éliph im Osten, Saint-Victor-de-Buthon im Süden sowie Bretoncelles im Süden und Westen.

## Bevölkerungsentwicklung
| Jahr                       | 1962 | 1968 | 1975 | 1982 | 1990 | 1999 | 2006 | 2020 |
| Einwohner                  | 444  | 439  | 375  | 375  | 374  | 394  | 461  | 453  |
| Quellen: Cassini und INSEE |      |      |      |      |      |      |      |      |

## Sehenswürdigkeiten
- Kirche Notre-Dame aus dem 16. Jahrhundert

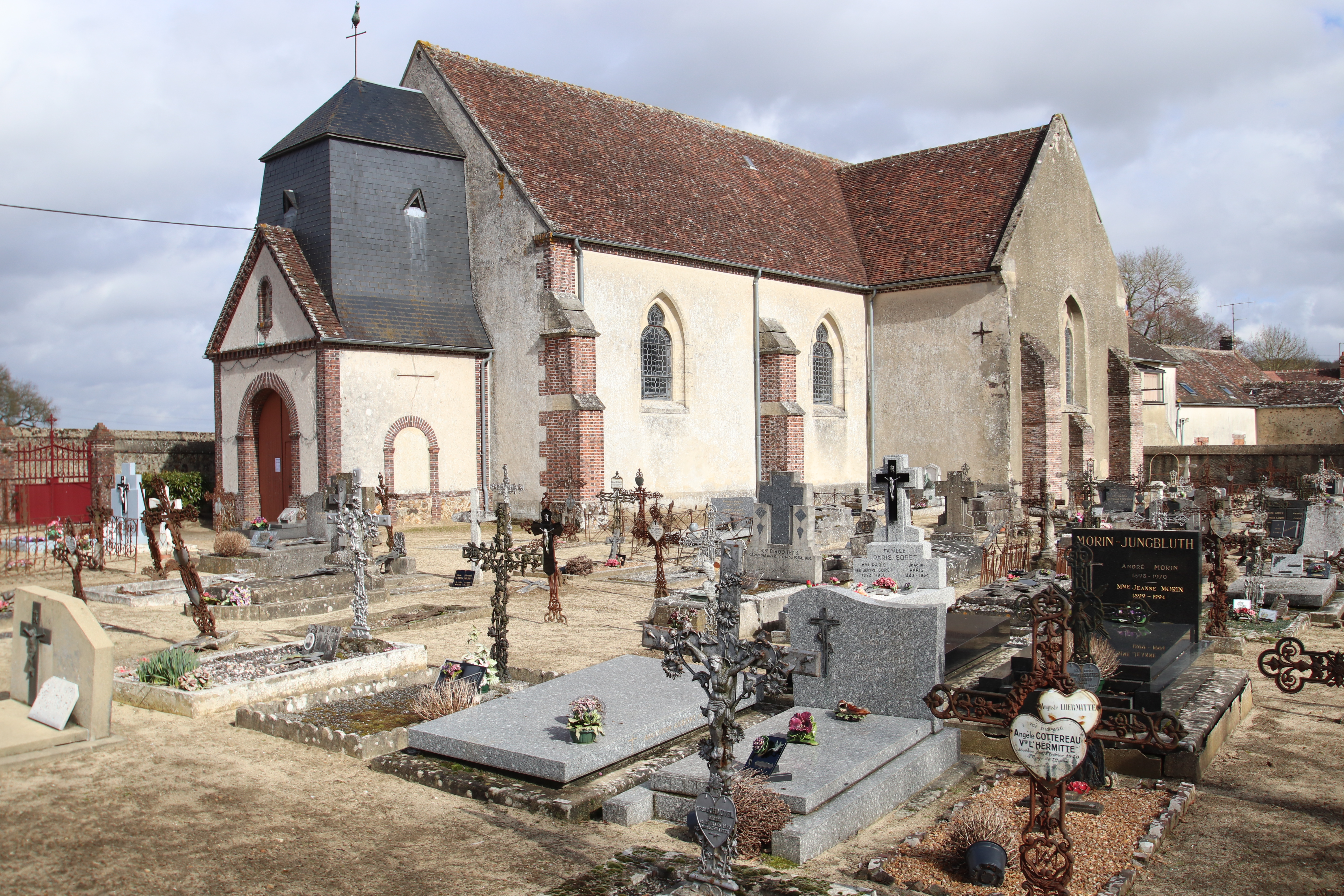
Kirche Notre-Dame
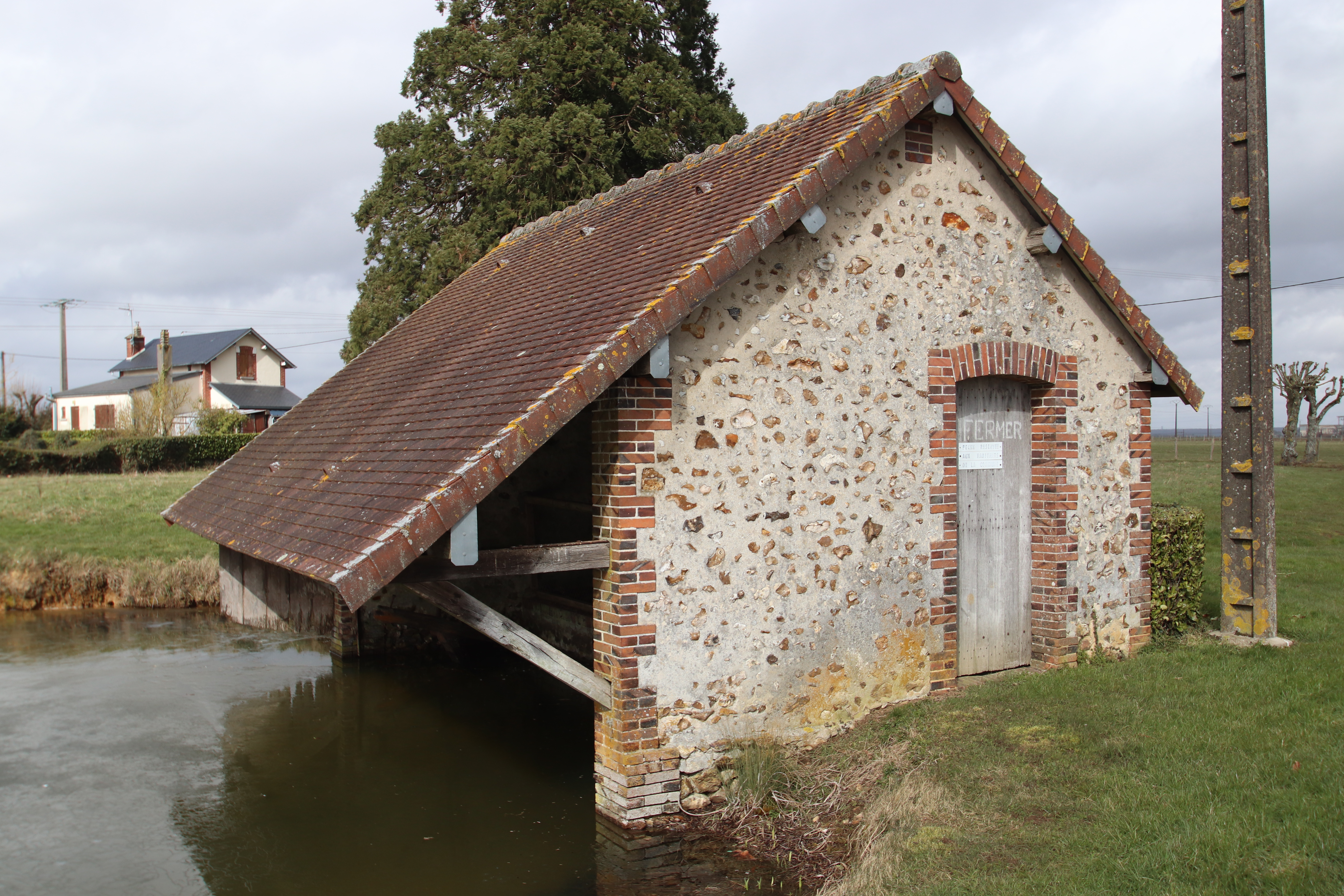
Ehemaliges öffentliches Waschhaus
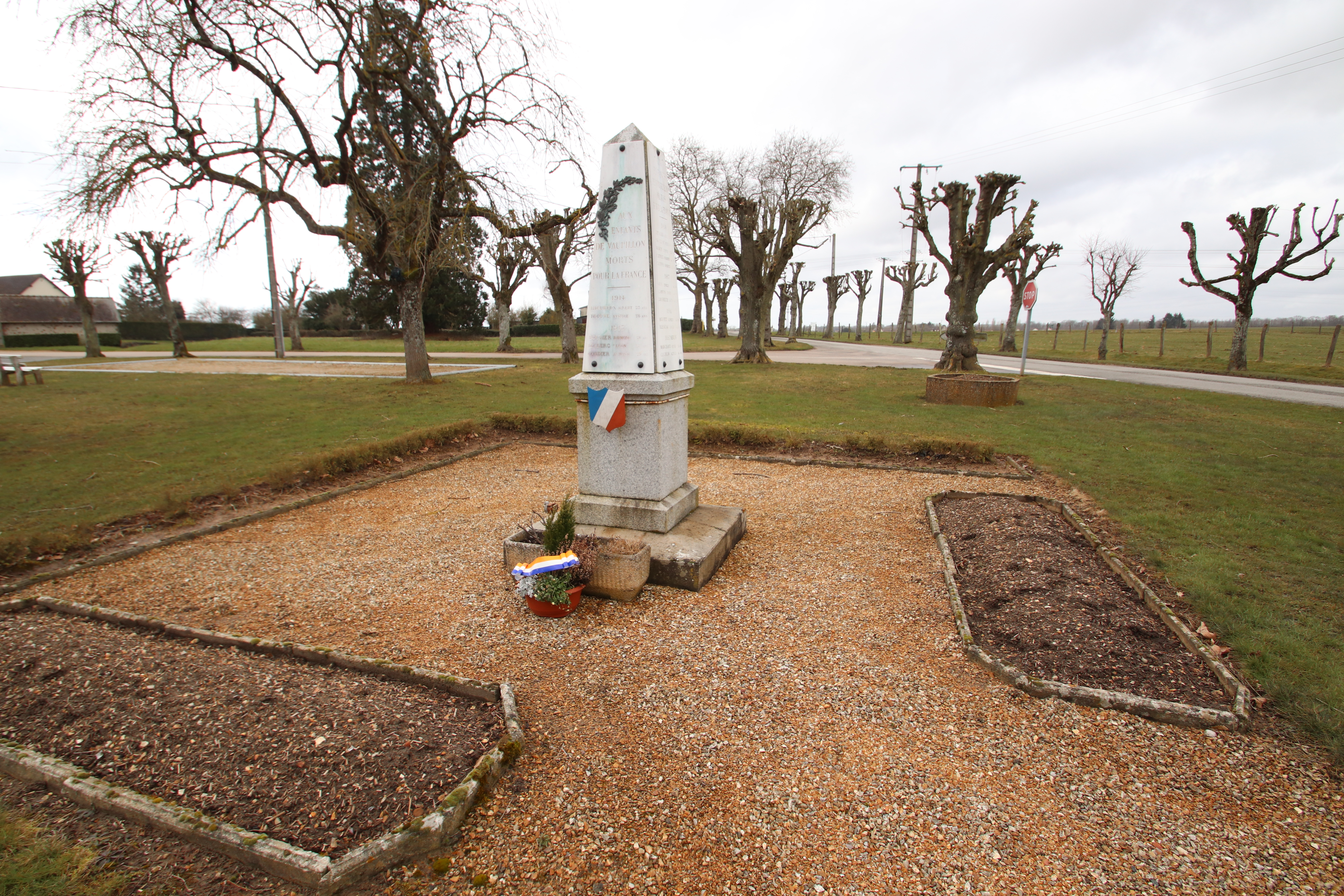
Gefallenendenkmal